# Verbandsgemeinde Bad Münster am Stein-Ebernburg
Verbandsgemeinde Bad Münster am Stein-Ebernburg é uma associação municipal do estado da Renânia-Palatinado.